# Посёлок рыбхоза «Пионер»
Рыбхоза «Пионер» — поселок в Майнском районе Ульяновской области в составе Игнатовского городского поселения.

## География
Находится на расстоянии примерно 24 километра на юг по прямой от районного центра поселка Майна.

## История
В 1936 году был создан рыбхоз «Пионер», в начале 1990-х был акционирован, некоторое время основным акционером был Ульяновский автозавод. Рыбное хозяйство, представляющее каскадный комплекс из 14 прудов общей площадью около 473 тысяч квадратных метров и сельскохозяйственные угодья площадью примерно 40 гектар переходили из рук в руки, по состоянию на 2024 год хозяйство находится в частных руках, не действует. Хозяйственный комплекс предлагается к продаже или аренде в качестве инвестиционной площадки.  В 1990-е годы работало СПК «Родниковые Пруды», в 2010 году ликвидировано.

## Население
Население составляло 145 человек в 2002 году (русские 85%), 113 по переписи 2010 года.